# Оукли, Уильям
Уи́льям Джон О́укли (англ. William John Oakley; 27 апреля 1873 — 20 сентября 1934), также известный как Билл Оукли (англ. Bill Oakley) — английский футболист, защитник. Известен по выступлениям за клубы «Оксфорд Юниверсити», «Коринтиан» и «Кэжуалз», а также за национальную сборную Англии. Также занимался лёгкой атлетикой.

## Ранние годы и образование
Уроженец Шрусбери, Оукли прошёл обучение в школе Шрусбери, а затем в Крайст-черч, колледже Оксфордского университета. С 1887 по 1892 год выступал за футбольную команду своей школы, также был членом школьной команды по гребле. После поступления в Оксфорд стал президентом атлетического клуба Оксфорда, представляя университет в футболе, прыжках в длину и беге на 120 ярдов с барьерами.

## Клубная карьера
С 1894 по 1903 год выступал за футбольный клуб «Коринтиан», сыграв за него 121 матч и забив 1 гол. Играл на позиции защитника. Позднее также играл за клуб «Кэжуалз».

## Карьера в сборной
18 марта 1895 года Оукли дебютировал за национальную сборную Англии в матче Домашнего чемпионата против сборной Уэльса. 9 марта 1901 года был капитаном сборной Англии в матче против сборной Ирландии. Всего сыграл за сборную 16 матчей. Последнюю игру за сборную провёл 30 марта 1901 года, это была игра против сборной Шотландии.

## Другие виды спорта
Помимо футбола, Оукли играл в крикет за крикетный клуб графства Шропшир. Также он занимался лёгкой атлетикой, играл в теннис и гольф. В 1894 году он был чемпионом Англии по прыжкам в длину.

## Футбольные достижения
Сборная Англии
Победитель Домашнего чемпионата Британии: 1895, 1898, 1901

## Личная жизнь
Был близким другом футболиста и нападающего сборной Англии Г. О. Смита, с которым они руководили Лудгровской школой после завершения футбольной карьеры.
Умер в Карлайле 20 сентября 1934 в возрасте 61 года в результате автомобильной аварии.